# Стоенешти (Флорешти-Стоенешти)
Стоенешти (рум. Stoenești) насеље је у Румунији у округу Ђурђу у општини Флорешти-Стоенешти. Oпштина се налази на надморској висини од 116 m.

## Становништво
Према подацима из 2002. године у насељу је живело 2067 становника.

### Попис2002.
| Расподела становништва по националности 2002.‍ | Расподела становништва по националности 2002.‍ | Расподела становништва по националности 2002.‍ | Расподела становништва по националности 2002.‍ | Расподела становништва по националности 2002.‍ |
| --------------------------------------------- | --------------------------------------------- | --------------------------------------------- | --------------------------------------------- | --------------------------------------------- |
|                                               |                                               |                                               |                                               |                                               |
| Румуни                                        | Румуни                                        |                                               | 2.037                                         | 98,6%                                         |
| Роми                                          | Роми                                          |                                               | 29                                            | 1,4%                                          |